# برگ استنستد
برگ استنستد (انگلیسی: Berge Østenstad؛ زادهٔ ۱۵ سپتامبر ۱۹۶۴) شطرنج‌باز اهل نروژ است.